# Макензен, Август фон
Антон Людвиг Фридрих А́вгуст фон Ма́кензен (нем. Anton Ludwig Friedrich August von Mackensen; 6 декабря 1849, поместье Липниц, Саксония — 8 ноября 1945, Бургхорн, ныне близ Хабигхорста, Нижняя Саксония) — германский генерал-фельдмаршал (22 июня 1915 года), участник Первой мировой войны.

## Биография
Родился в семье управляющего поместьем Людвига Макензена (1817—1890) и его жены Марии Луизы Макензен (1824—1916). Учился в реальной гимназии в Галле.

### Военная служба
В 1869 году вступил вольноопределяющимся во 2-й лейб-гусарский полк. Участник франко-прусской войны 1870—1871 годов, был произведен в лейтенанты и награждён железным крестом второй степени.
С 1870 года в резерве, учился в университете Галле.
В 1873 году вернулся на службу во 2-й лейб-гусарский полк.
С 1880 года служил в Генштабе, с 1887 года — командир эскадрона 9-го драгунского полка, с 1888 года — в штабе 4-й дивизии.

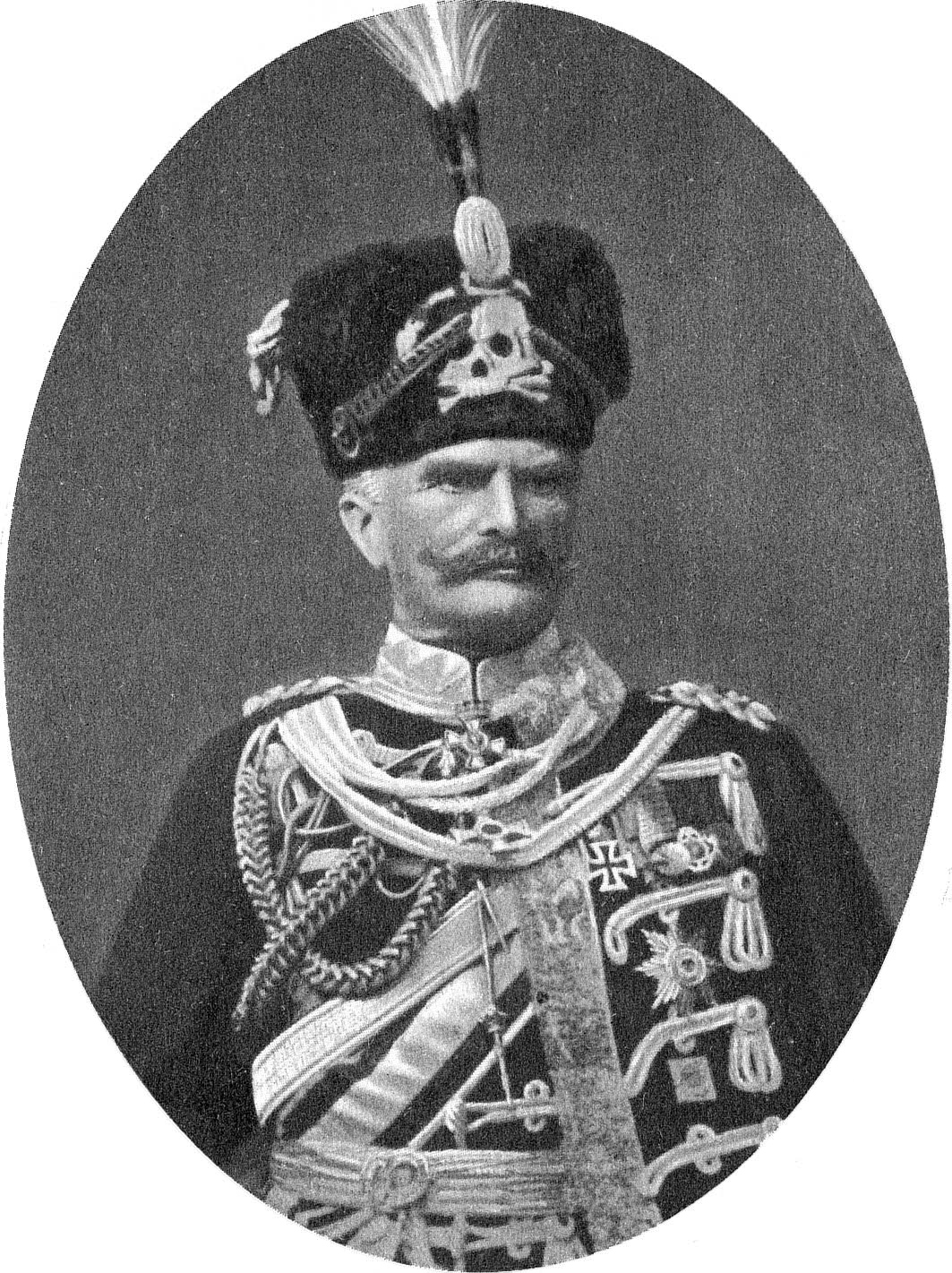
Макензен в форме 1-го лейб-гусарского полка

В 1891—1893 годах — адъютант начальника Большого Генштаба генерала Альфреда фон Шлиффена. С 1894 года — командир 1-го лейб-гусарского полка, расквартированного в Данциге.
C 1898 года — флигель-адъютант кайзера. С 1900 года — командир 1-й лейб-гусарской бригады. С 1903 года — генерал-адъютант и командир 36-й дивизии. С 1908 года — командир XVII армейского корпуса.

### Восточный фронт
С началом первой мировой войны XVII армейский корпус входил в состав 8-й немецкой армии под командованием Максимилиана фон Притвица, а затем Пауля фон Гинденбурга. Участвовал в Восточно-Прусской операции. В Гумбинненском сражении 7 августа 1914 года (ст.стил.) XVII армейский корпус под его командованием, наступая в центре боевых порядков 8-й германской армии, понёс поражение во встречном бою с русским 3-м армейским корпусом и в беспорядке отступил, понеся тяжёлые потери. Эта неудача предопределила поражение немцев в этом сражении.
В конце августа Макензен участвовал в боях под Танненбергом против 6-го русского корпуса и сумел закрыть кольцо вокруг 2-й русской армии генерала Самсонова.
В сентябре на исходе Варшавско-Ивангородской операции под командованием Макензена была сформирована ударная группа под названием «Макензен».
2 ноября 1914 года был назначен командующим сформированной на восточном фронте 9-й германской армией. 22 ноября награждён высшим военным орденом Pour le Mérite.
В конце ноября — декабре командовал армией в ходе Лодзинской операции, во время которой армия Макензена вышла в тыл русским войскам. Эти действия вынудили русское командование отказаться от наступательных действий и перейти к обороне.
Ряд боевых удач Макензена стяжали ему славу «пожарного», его стали направлять на самые ответственные и тяжёлые участки фронта. С 16 апреля по 15 сентября 1915 года — командующий 11-й армией, совершившей Горлицкий прорыв. Действовал в серии боевых операции летней кампании 1915 г., например, Люблин-Холмской. Руководимые им войска взяли крепость Брест-Литовск, но после этого наступление остановилось.

### Сербский фронт

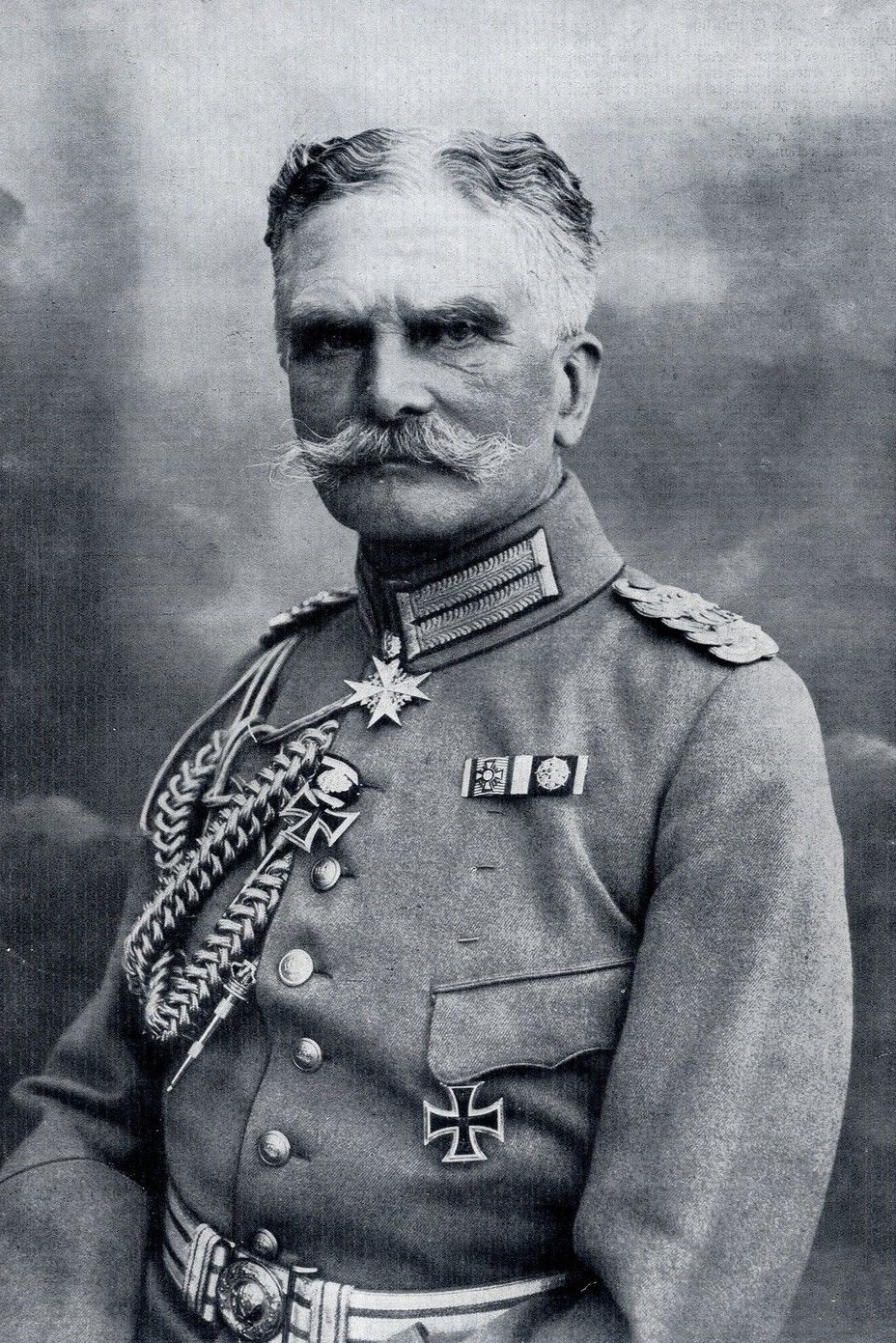
Макензен на Сербском фронте, 1915 г.

В октябре 1915 года Макензен, назначенный командующим группой армий (Heeresgruppe Mackensen) возглавил германские, австро-венгерские и болгарские войска, сосредоточенные против Сербии. Всего под его командованием было сосредоточено 14 германских и австро-венгерских (по Саве, Дунаю, Дрине) и 6 болгарских (по восточной границе Сербии) дивизий. 7 октября 1915 года Макензен начал форсирование Савы и Дуная на фронте Шабац — Рама. 9 октября войска Макензена взяли Белград. 10 ноября части 11-й армии взяли Ниш и соединились с 1-й болгарской армией. В результате проведенной операции к началу декабря вся территория Сербии была оккупирована.

### Румынский фронт
В последней трети 1916 года под общим командованием Макензена были объединены германские, болгарские и турецкие войска, действовавшие против Румынии с южного направления.
Из иллюстрированного журнала «Искры» от 10 июля 1916 года:

12-го октября к границе Румынии у Верчеровы (у Железных ворот) в автомобиле приехал главнокомандующий австрогерманских сил на сербском фронте генерал Макензен в сопровождении принца Фюрстенберга и офицеров своего штаба, поместившихся в двух других автомобилях. Вызвав пограничного офицера, Макензен осмотрел Железные Ворота и провёл в этом месте около двух часов, заинтересовавшись, между прочим, и сооружёнными румынами траншеями..

Провёл Бухарестское сражение.
К концу декабря объединённые армии вышли на нижнее течение Дуная и перешли к позиционной войне. В результате наступления Макензена румынская армия была разгромлена, а большая часть Румынии оккупирована. С начала 1917 года Макензен был назначен командующим оккупационными войсками в Румынии. С мая по декабрь 1918 года он был главнокомандующим армией там же. После перемирия в ноябре 1918 года был интернирован французами, у которых находился до декабря 1919 года.
В 1920 году в возрасте 71 года вышел в отставку.

### Жизнь после войны
Участвовал в деятельности различных ветеранских организаций, поддерживал Пауля фон Гинденбурга на выборах Рейхспрезидента 1932 года.
Нацистская пропаганда создала огромную популярность Макензену среди населения, дабы символически установить преемственность между Германской Империей и нацистской Германией. 22 октября 1935 года генерал-фельдмаршал принял подарок от Гитлера: 1231 гектар земли (включая 150 акров леса и 300 — озер) и 350 000 рейхсмарок. Кроме того, в 1936 году его назначили шефом 5-го кавалерийского полка, стоявшего в Штольпе и бывшего преемником традиций блюхеровских гусар.
Бывшие военные часто использовали связи с Макензеном, чтобы помочь людям, преследуемым новым режимом. Макензен протестовал против притеснения церкви (его протестантская набожность была категорически несовместима с поддержкой нацистами языческих культов). Сам он лично вмешался в некоторые драматические случаи и высказывался в пользу пастырей. Он также писал письма протеста против зверств СС и СА в немецком тылу в Польше. В начале 1940-х годов, Гитлер и Геббельс подозревали престарелого Макензена в нелояльности, но не применяли никаких репрессий против него. Макензен остался убеждённым монархистом, и в июне 1941 года принимал участие в похоронах бывшего кайзера Германии Вильгельма II, скончавшегося в оккупированных Германией Нидерландах.

Макензен является автором мемуаров.
В начале 1945 года фельдмаршал бежал с женой в Нижнюю Саксонию, в английскую зону оккупации и умер там, 8 ноября 1945 года, всего за месяц до своего 96-го дня рождения. Он был похоронен на городском кладбище города Целле.
Роль Макензена в нацистской Германии трудно оценить, ведь именно он был посредником между эпохой второго и третьего Рейха. Однако его принцип держаться подальше от национал-социалистической идеологии определяется прежде всего тем, что он был человеком «старой эпохи».

## Награды
- Pour le Mérite 27.11.1914, дубовые листья 14.06.1915
- Большой крест военного ордена Максимилиана Иосифа 04.06.1915
- Большой командор ордена Дома Гогенцоллернов 1915
- Орден Чёрного орла 1915
- Большой крест ордена Святого Стефана (Австрия-Венгрия) 25.09.1915
- Крест военных заслуг (Австрия-Венгрия) 06.12.1915
- Большой командор ордена Святого Генриха 06.12.1915
- Большой крест Железного креста 09.01.1917
- Большой крест ордена Святого Александра с бриллиантами (Болгария)
- Большой крест военного ордена Марии Терезии (Австро-Венгрия)

## Галерея

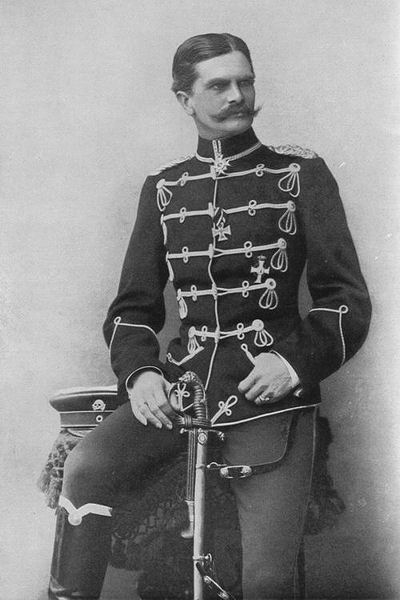
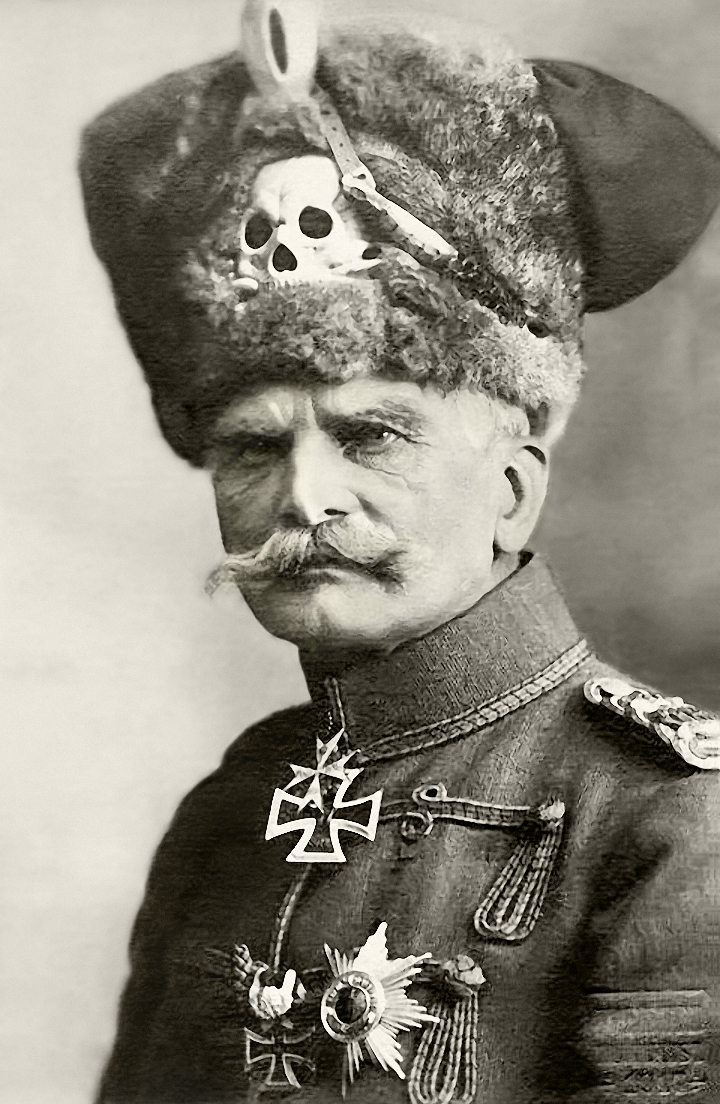
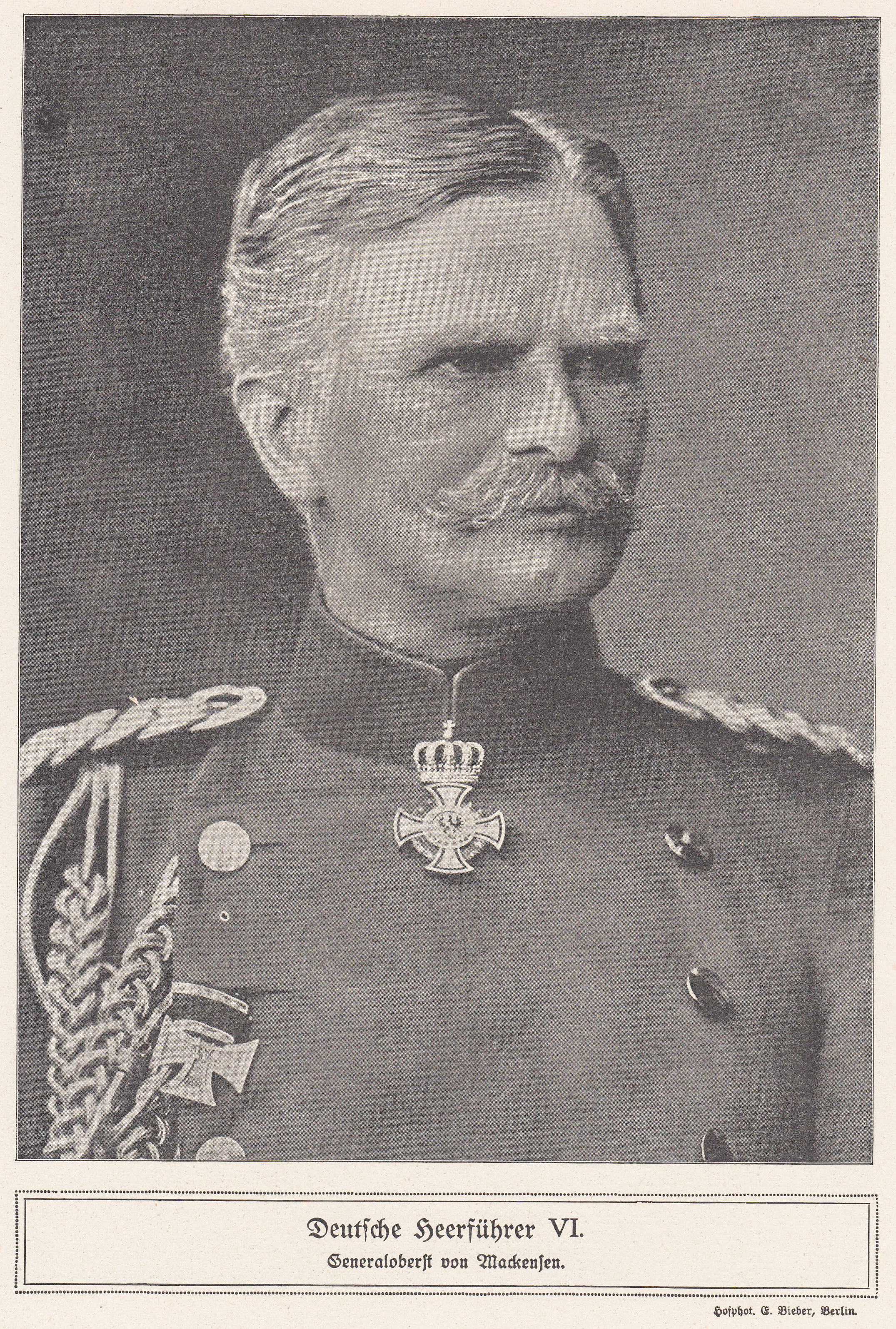
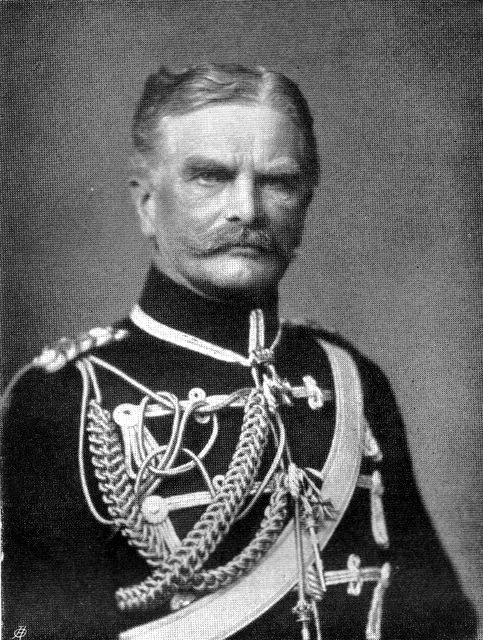
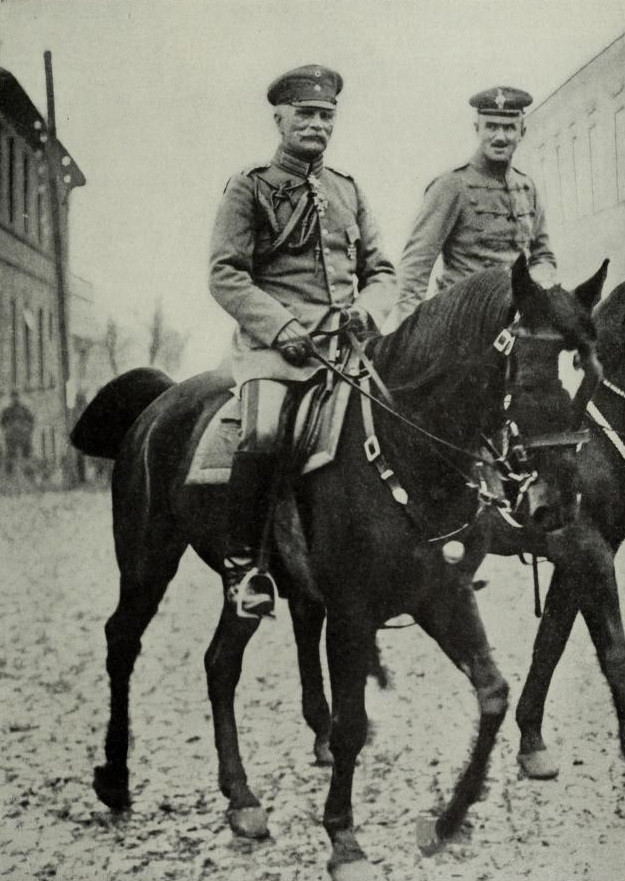